# Astropecten siderialis
Astropecten siderialis is een kamster uit de familie Astropectinidae.
De wetenschappelijke naam van de soort werd in 1914 gepubliceerd door Addison Emery Verrill.